# Península Giachino
La península Giachino se encuentra ubicada en el centro-este de la isla Soledad, al este de Puerto Argentino, siendo su extremo oriental el cabo San Felipe y estando unida al resto de la isla por el Istmo Gavazzi. A unos 900 m de la costa norte de la península emergen las islas Tussac.

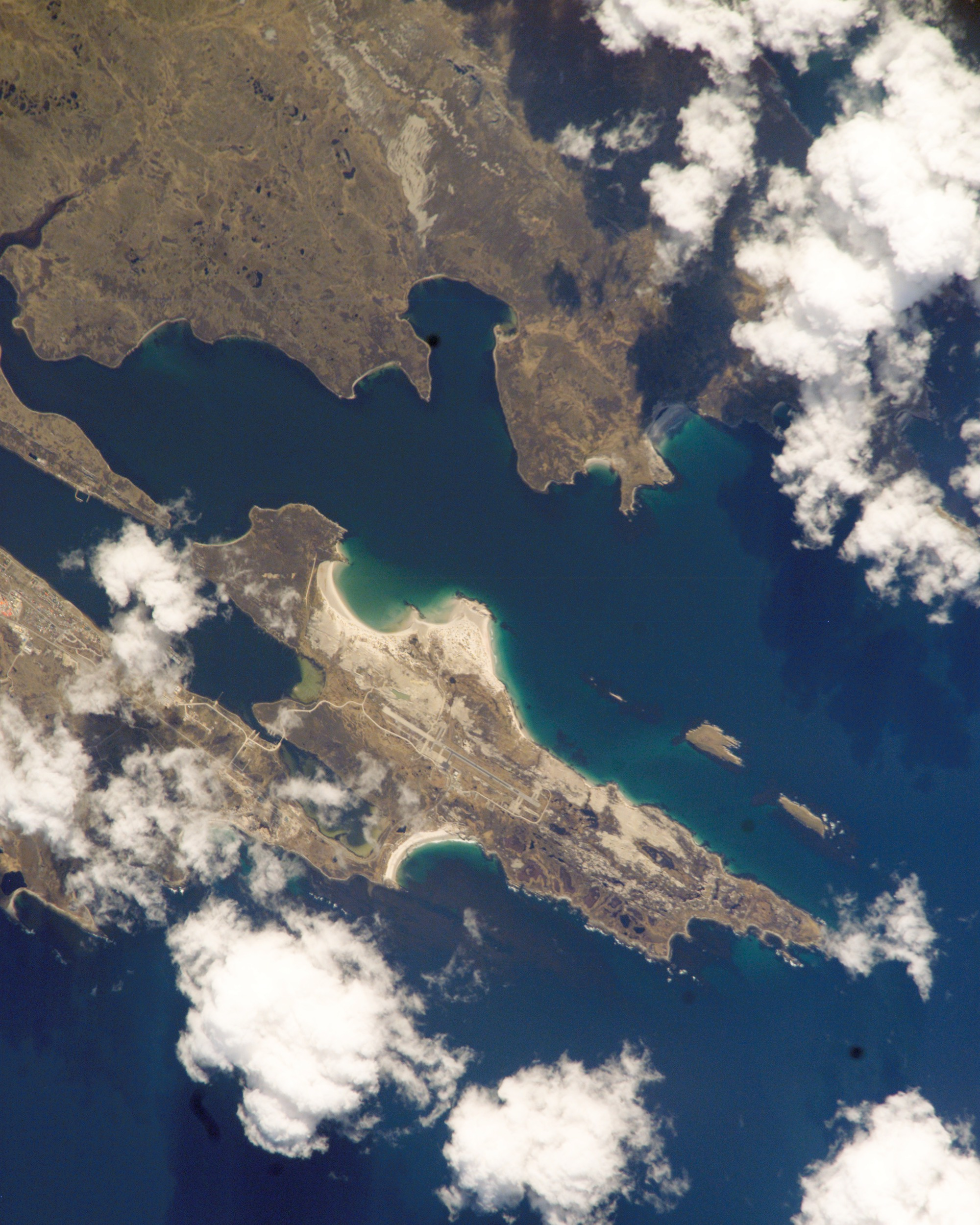
Vista aérea de Puerto Groussac, Puerto Argentino y alrededores, con la península

Mapa de las islas Malvinas, con topónimos en idioma español (pulsar en la imagen para agrandarla).

Esta península alberga el Aeropuerto de Puerto Argentino, que en 1982 era el principal del archipiélago de las Islas Malvinas; las que según la Organización de las Naciones Unidas (ONU), están en litigio de soberanía entre el Reino Unido, quien la administra como parte del territorio británico de ultramar de las Malvinas, y la Argentina, quien reclama su devolución, y la integra en el departamento Islas del Atlántico Sur de la provincia de Tierra del Fuego, Antártida e Islas del Atlántico Sur.
El nombre de la península recuerda a Pedro Edgardo Giachino, que falleció en combate durante la recuperación del archipiélago, al principio de la guerra de las Malvinas.